# 紀元前390年
紀元前390年（きげんぜん390ねん）は、ローマ暦の年である。
当時は、「アンブストゥス、ロングス、アンブストゥス、フィデナス、アンブストゥス、コルネリウスが執政武官に就任した年」として知られていた（もしくは、それほど使われてはいないが、ローマ建国紀元364年）。紀年法として西暦（キリスト紀元）がヨーロッパで広く普及した中世時代初期以降、この年は紀元前390年と表記されるのが一般的となった。

## 他の紀年法
- 干支 : 辛卯
- 日本
  - 皇紀271年
  - 孝安天皇3年
- 中国
  - 周 - 安王12年
  - 秦 - 恵公10年
  - 晋 - 烈公26年
  - 楚 - 悼王12年
  - 斉 - 康公15年
  - 燕 - 簡公25年
  - 趙 - 武公10年
  - 魏 - 武侯6年
  - 韓 - 烈侯10年
- 朝鮮
  - 檀紀1944年
- ベトナム :
- 仏滅紀元 : 155年
- ユダヤ暦 :

## できごと

### 共和政ローマ
- 7月18日：アッリアの戦い（紀元前387年とする説もある）
  - イタリアのアドリア海沿岸にいたセノネス族 (Senones) の族長ブレンヌスが、ガリア・キサルピナの軍勢を率いてローマを攻撃した。ガリア勢は、防御され抜かれたカピトリヌス（現在のカンピドリオの丘）を除いて、ローマ全市を蹂躙した。ガリア勢が町を破壊していくのを目の当たりにしたローマ人たちは、身代金を支払うことにした。金額は黄金1000ポンド（327kg）で合意を得た。
  - ブレンヌスがローマ人たちと金の重量をめぐって口論していると、自らローマを去っていた前独裁官マルクス・フリウス・カミルスが、一軍を率いて現れ、ブレンヌスが金を持ち去ることを阻止した。まず、ローマ市内で市街戦が戦われ、ガリア勢は、市内から押し出された。次いで、市街地から離れて第二の戦いがあり、カミルスは侵略者を打ち負かした。こうしてローマを救ったことから、カミルスは「ローマ第二の創建者」と称されるようになった。

### エジプト
- エジプト第29王朝のファラオ（王）ハコルは、 キュプロスの王エウァゴラス (Evagoras)、アテナイとの三者同盟を解消した。

### 中国
- 秦と晋が武城で戦った。
- 斉が魏を攻撃し、襄陵を奪った。
- 魯が斉軍を平陸で破った。

### 建築
- アスクレーピオスを祀る神殿がエピダウロスに建設された。

## 誕生
- トーロンマン -（死亡時に40歳と推定されることによる、おおよその年代）
- 商鞅　- 中国戦国中期の思想家、政治家、軍事家、哲学家、改革家(紀元前338年処刑)

## 死去
- アンドキデス - アテナイの雄弁家、政治家（紀元前440年生）
- 墨子 - 中国の哲学家(紀元前476年生、おおよその年代)